# 17 dicembre
Il 17 dicembre è il 351º giorno del calendario gregoriano (il 352º negli anni bisestili). Mancano 14 giorni alla fine dell'anno.

## Eventi
- 497 a.C. – Si svolgono a Roma le prime feste Saturnali
- 283 – Caio diventa papa
- 384 – Siricio diventa papa
- 546 – Guerra gotica: Totila e i suoi Ostrogoti entrano a Roma grazie al tradimento della guarnigione isaurica
- 1513 - il Canton Appenzello entra a far parte della Vecchia confederazione elvetica
- 1538 – Papa Paolo III scomunica nuovamente re Enrico VIII d'Inghilterra (dopo l'11 luglio 1533).
- 1637 – Giappone: Rivolta di Shimabara
- 1770 – Ludwig van Beethoven è battezzato nella Chiesa di San Remigio a Bonn
- 1788 – Le truppe del generale Grigorij Aleksandrovič Potëmkin espugnano Očakov nel corso della guerra russo-turca (1787-1792)
- 1819 –  Carlo Brioschi compie la prima osservazione astronomica dal nuovo Osservatorio di Napoli a Capodimonte
- 1860 – La Camera dei deputati del Regno di Sardegna viene sciolta per consentire l'elezione del primo Parlamento italiano
- 1903 – Primo volo a motore dei fratelli Wright
- 1930 – Trasvolata atlantica Italia – Brasile: una squadriglia di 14 Savoia-Marchetti S.55 comandata da Italo Balbo parte da Orbetello.
- 1935 – Primo volo del Douglas DC-3
- 1938 – Scoperta della fissione nucleare dell'Uranio da parte di Otto Hahn (Premio Nobel per la fisica 1944)
- 1939 – Seconda guerra mondiale: battaglia del Río de la Plata – La corazzata tascabile Admiral Graf Spee viene autoaffondata dal suo comandante Hans Langsdorff al largo di Montevideo
- 1941
  - Seconda guerra mondiale: i tedeschi iniziano l'assedio di Sebastopoli
  - Seconda guerra mondiale: i giapponesi invadono il Borneo del Nord
- 1944
  - Il Western Defense Command emana una dichiarazione che pone fine all'internamento dei giapponesi negli USA
  - Massacro di Malmédy: le Waffen-SS di Joachim Peiper giustiziano circa 80 prigionieri di guerra statunitensi del 285th Field Artillery Observation Battalion
- 1961
  - L'India strappa Goa al Portogallo
  - Incendio nel Gran Circus Americano nella città di Niterói, Rio de Janeiro, in Brasile, la più grande tragedia nella storia del circo.
- 1969
  - Iniziano i colloqui per il trattato SALT I
  - L'aviazione degli Stati Uniti annuncia che le sue investigazioni sugli UFO non hanno dato prove dell'esistenza di astronavi extraterrestri
- 1970
  - Polonia – Rivolte di massa nelle città costiere finiscono con il massacro degli operai dei cantieri navali a Gdynia
  - USA – Si apre il processo per il Massacro di My Lai (16 marzo 1968)
- 1973
  - USA – L'American Psychiatric Association toglie l'omosessualità dalla sua lista di malattie mentali
  - Italia – Strage di Fiumicino
- 1981 – Nasce la Confederazione del Senegambia
- 1989
  - Il Brasile tiene le sue prime elezioni libere in 25 anni
  - I Simpson debuttano negli Stati Uniti in episodi di mezz'ora in prima serata sulla rete Fox
  - Il Milan a Tokyo batte 1-0 l'Atlético Nacional di Medellin e vince la sua seconda Coppa Intercontinentale, a 20 anni dal suo primo successo
- 1999 – L'Assemblea generale delle Nazioni Unite approva la risoluzione 54/134 che designa il 25 novembre come Giornata internazionale per l'eliminazione della violenza contro le donne
- 2002 – Accordi di pace firmati nella Repubblica Democratica del Congo
- 2003 – Primo volo supersonico della SpaceShipOne
- 2005 – Re Jigme Singye Wangchuck abdica al trono del Bhutan
- 2010 – Tunisia: Mohamed Bouazizi, un giovane ambulante, si diede fuoco davanti al palazzo del Governatorato di Sidi Bouzid per denunciare i soprusi delle autorità tunisine che volevano revocargli la licenza. L'episodio è considerato l'inizio della Primavera araba, un insieme di movimenti popolari che portarono alla fuga del dittatore Zine El-Abidine Ben Ali e si svilupparono in diverse nazioni arabe
- 2014 – Il presidente statunitense Barack Obama annuncia di voler porre fine all'embargo contro Cuba
- 2017 – Le spoglie di Vittorio Emanuele III vengono riportate in Italia da Alessandria d'Egitto

## Nati
Ci sono circa 1 000 voci su persone nate il 17 dicembre; vedi la pagina Nati il 17 dicembre per un elenco descrittivo o la categoria Nati il 17 dicembre per un indice alfabetico.

## Morti
Ci sono circa 530 voci su persone morte il 17 dicembre; vedi la pagina Morti il 17 dicembre per un elenco descrittivo o la categoria Morti il 17 dicembre per un indice alfabetico.

## Feste e ricorrenze

### Religiose
Cristianesimo:
- Santi Azaria, Anania e Misaele
- San Briaco eremita
- Santa Begga di Andenne, badessa
- San Cristoforo di Collesano, monaco
- San Floriano di Bologna
- San Giovanni de Matha, sacerdote
- San Giudicaele, re dei bretoni
- San Giuseppe Manyanet i Vives, fondatore dei Figli della Sacra Famiglia e delle Missionarie figlie della Sacra Famiglia di Nazareth
- San Lazzaro di Betania
- Santi Martiri di Eleuteropoli
- San Modesto di Gerusalemme, vescovo
- Sant'Olimpia di Nicomedia, vedova
- Santo Sturmio di Fulda, abate
- Santa Wivine di Gran Bigard (Vivina), badessa benedettina
- Beato Giacinto Maria Cormier, domenicano
- Beata Matilde Téllez Robles (Matilde del Sacro Cuore), fondatrice delle Figlie di Maria, Madre della Chiesa
- Beato Pietro di Spagna, martire mercedario

Religione romana antica e moderna:
- Saturnalia
- Ludi Saturnali, primo giorno
- Ludi Lancionici, sesto giorno